# Rustem (Tanz)
Der Rustem ist ein rumänischer Volkstanz, der in der südlichen Region Olteniens und den angrenzenden Teilen Munteniens, weit verbreitet ist.

## Eigenschaften
Der Rutem umfasst alle Tänze mit einem musikalischen Rhythmus, der auf „kurz-lang“ basiert und normalerweise in 5/16 (2+3) getanzt werden. Getanzt wird der Rustem meist in gemischten oder ausschließlich männlichen Gruppen als Kreistanz, wobei die Tänzer ihre Arme hinter dem Rücken verschränkt halten und mit gekreuzten Beinen Vorwärts- und Rückwärtsschritte in lebhaftem Rhythmus ausführen. Zu den Schritten gehören viele Kreuzungsschritte und Galoppschritte. Dieser asymmetrische 5/16-Rhythmus findet sich in der langsamen Hora in Südrumänien und Nordmoldawien sowie in einigen der Tänze, die mit den Căluș- und Drăgaica-Bräuchen verbunden sind, und in einigen der Frauenlieder im Norden Rumäniens. Dies deutet möglicherweise darauf hin, dass diese Form des asymmetrischen Rhythmus ein älterer musikalischer Rhythmus der donauländischen Regionen und Völker sein könnte. 

## Variationen
- Bugeacul, Bugeagul ist der oltenische Rustem.[1]
- Paidușca in Dobrudscha ähnelt der nordbulgarischen Version, die als Pajduška bekannt ist. Diese choreografische Struktur besteht aus Hüpfschritten nach rechts, Kreuzungsschritten nach links und einigen Kreuzungsschritten an Ort und Stelle.[2]
- Resteul, Rustemul und Murgulețul wird in der Regel im 2/4-Takt getanzt.
- Baluța hat einen lebhaften 3-taktigen Wanderschritt in beide Richtungen.